# Seprűzanót
A seprűzanót vagy seprőzanót (Cytisus scoparius) a hüvelyesek (Fabales) rendjébe, a pillangósvirágúak (Fabaceae) családjának Faboideae alcsaládjába tartozó évelő cserje. Nyugat- és Közép-Európában őshonos, az Ibériai-félszigettől északra a Brit-szigetekig és Dél-Skandináviáig, keletre Lengyelország és Románia területéig található meg. 
A napsütötte helyeket, az alacsony tengerszint feletti magasságon található száraz, homokos talajokat kedveli, gyakran ültetik is. Magyarországon az ország nyugati területeinek savanyú talajain őshonos. Természetes elterjedési területén kívül egyes helyeken inváziós fajjá vált. Sokszor cserjéseket alkot.

## Jellemzése

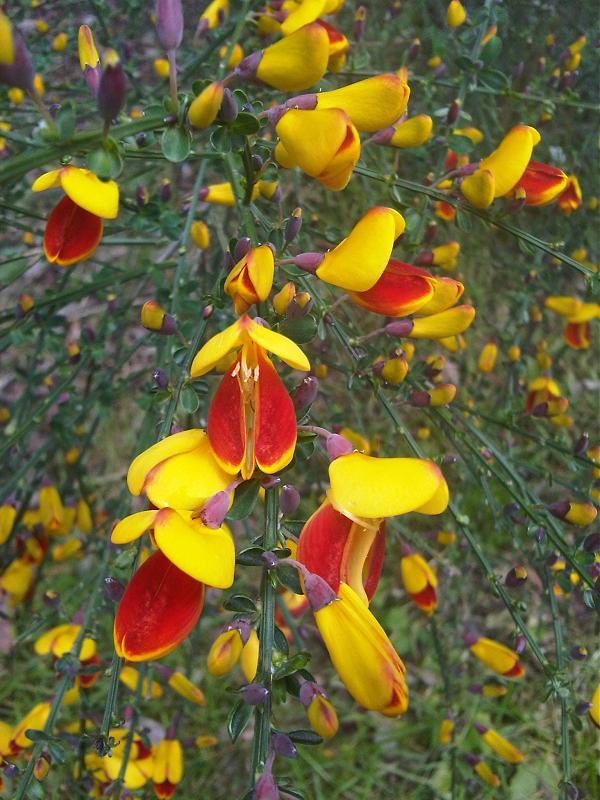
A seprűzanót virágai

Az 50–200 cm magas cserje szára zöld, ágai vékony, ötélű vesszők, melyek felemelkednek vagy a földre terülnek. Könnyen lehulló, apró, nyél nélküli (ülő) tojásdad levelei közül a felsők osztatlanok, az alsók hármasan tagoltak; ritkásan állnak, és jelentős részük virágzáskor már rendszerint lehullott. Május-június környékén virágzik. A szélesen kinyíló sárga, illatos, zigomorf pillangós virágok magánosak, de látszólag dús fürtvirágzatot alkotnak (leveles fürtben nyílnak). A párta 2-2,5 cm-es, szélesre nyíló sziromlevelek között hosszan kinyúló bibeszál spirálisan 1-2 fordulatnyit csavart. A hosszúkás, éretten feketés hüvelytermések pillás élűek, egyben maradók. A virág csónakja a beporzó rovar (vagy egyéb mechanikus behatás) hatására felpattan, a belőle felkunkorodó porzók virágporral terítve be a rovar hátát.

## Hatóanyagai
Kinolizidin-alkaloidokat, köztük szparteint és lupanint; biogén aminokat: dopamint és tiramint; flavonoidokat: szkoparin és asztralagin; a magokban lecitint tartalmaz.

## Felhasználása
Egykor vesszőiből seprűt fontak – innen a faj neve –, a virágrügyeket megették, a rostokból textíliát készítettek, a kérget bőr cserzésére, leveleit sör ízesítésére használták fel. Gyökérzete futóhomok megkötésére is alkalmas, autópályák töltéseire is ültetik.

### Gyógyhatása
Alkaloidtartalmán alapuló hatása miatt szív- és érrendszeri panaszok, alacsony vérnyomás, visszérbetegség kezelésére használható, bizonytalan szparteintartalma miatt felhasználása inkább csak késztermékekben ajánlott. A homeopátiában szívritmuszavar, szívgyengeség, bőrbetegségek kezelésére használatos.
A virágban található flavonoidoknak vizelethajtó hatásuk van, amelyek elősegítik a kloridok kiürülését. A szpartein nyugtató hatást gyakorol az idegrendszerre és szabályozza a szívritmust. A tiramin érösszehúzó tulajdonságú; így a zanót alapú gyógykészítmények kedvezően hatnak a vérkeringésre.
A seprűzanót mérgező hatását a szpartein okozta (ennek mértéke a növény különböző részeiben változó): túladagoláskor előfordulhat hányás, szédülés, szívdobogásérzet, ezért csak az orvos által javasolt gyógykészítményeket használja! A seprűzanót használata nem ajánlott terhesség idején vagy magas vérnyomásban szenvedőknél. Ezenkívül a tiramin egyes antidepresszáns gyógyszerek szedése mellett veszélyes vérnyomásemelkedést okozhat.

## Hasonló fajok
- európai sünzanót (Ulex europaeus)
- festő rekettye (Genista tinctoria)